# The Transfiguration
The Transfiguration è un film del 2016 diretto e sceneggiato da Micheal O'Shea.

## Trama
Milo è un ragazzino orfano di entrambi i genitori e completamente senza amici, che vive con suo fratello maggiore in un ghetto di afroamericani in cui i due sono perseguitati dagli ex amici del maggiore, banda di teppisti che sta tendendo sempre di più verso la vita criminale. Milo è convinto di essere un vampiro e, in maniera periodica, agisce andando a caccia di persone che secondo lui meritano di morire; il ragazzo ha inoltre accumulato una grande fortuna economica sottraendo denaro alle sue vittime. Quando una ragazzina bianca di nome Sophie si trasferisce nel quartiere, Milo si innamora di lei e inizia a riflettere se valga la pena continuare ad assecondare la sua natura omicida o cercare di costruirsi una vita normale insieme a lei.
Le settimane passano e Milo è sempre meno interessato all'omicidio, seppur continui a parlare spesso della sua visione dei vampiri a Sophie e guardi con lei diversi film sull'argomento. La ragazza gli consente per la prima volta di tenere testa ai teppisti e grazie alla sua influenza Milo riesce a costruire un rapporto meno conflittuale anche con suo fratello. Non sempre il ragazzo riesce a contenere l'istinto omicida: un giorno si imbatte in un bianco che cerca della droga e lo conduce in un seminterrato dove sa che incontrerà il gruppo di teppisti, i quali prima lo pestato e poi gli sparano, uccidendolo. Nel frattempo Sophie viene ospitata in casa di Milo affinché non stia più nelle grinfie di suo nonno, uomo violento che la picchia ogni qual volta riesce a metterle le mani addosso: la ragazza scopre così gli appunti sui metodi di caccia di Milo e scappa via inorridita.
Nei giorni successivi, Milo capisce di non poter sfuggire alla sua natura e riprende la caccia: seguendo un uomo che ha picchiato una donna per strada, il ragazzo arriva a casa sua e si ritrova a uccidere la figlia dell'uomo. Inorridito dal suo gesto, e sapendo che uno dei teppisti si era accorto di lui nel seminterrato, il ragazzo ritira dalla banca i soldi e gli oggetti preziosi delle sue vittime che ha depositato in banca e dona parte della refurtiva al branco affinché lo lascino in pace; contatta quindi la polizia e fa sì che la colpa degli omicidi ricada su loro. Dopo essersi riavvicinato a Sophie, Milo le regala la parte restante dei soldi affinché possa usarli finalmente per scappare via e raggiungere sua cugina in Alabama. Proprio mentre Sophie parte, degli affiliati della gang di quartiere sparano a Milo e lo uccidono: non riuscendo a suicidarsi per via della sua natura vampiresca, il ragazzo aveva infatti ordito un piano per farsi uccidere e non rischiare di eliminare altre vittime innocenti.

## Distribuzione
Presentato in anteprima al Festival di Cannes 2016 nella sezione Un Certain Regard, il film è stato successivamente distribuito nelle sale cinematografiche a partire dall'aprile 2017.

## Accoglienza

### Incassi
Il film ha incassato 28.631 dollari al botteghino internazionale.

### Critica
Sull'aggregatore Rotten Tomatoes il film riceve il 85% delle recensioni professionali positive con un voto medio di 6,6 su 10 basato su 55 critiche, mentre su Metacritic ottiene un punteggio di 65 su 100 basato su 16 critiche.